# Vlag van Drentse Aa

Vlag van Drentse Aa
(1972-1982)

Vlag van Drentse Aa
(1982-1995)

De vlag van het waterschap Drentse Aa is op 5 mei 1972 aangenomen als de vlag van het waterschap Drentse Aa. Deze vlag is ontworpen door Klaes Sierksma, van de Stichting voor Banistiek en Heraldiek. De vlag kan als volgt worden beschreven:
Zeven banen van rood, geel, rood, geel, rood, geel en rood, met een broeking van twee even lange banen van rood en blauw; beladen met 12 vijfpuntige sterren van geel, geplaatst in 2, 1, 2, 2, 2, 1 en 2.
Op 5 mei 1972 besloot het Dagelijks Bestuur van het waterschap Drentse Aa op instigatie van de Stichting voor Banistiek en Heraldiek een vlag te vaststellen naar een aangepast ontwerp gemaakt door medewerkers op kantoor.
De vlag werd in 1982 veranderd. De vlag kan als volgt worden beschreven:
Zeven banen van geel, rood, geel, rood, geel, rood en geel, met een broeking van twee even lange banen van blauw en rood; beladen met 12 vijfpuntige sterren van geel, geplaatst in 2, 1, 2, 2, 2, 1 en 2.
Vanaf 1995 is de vlag niet langer als de vlag van deze waterschap in gebruik omdat het waterschap Drentse Aa in het nieuwe waterschap Hunze en Aa's op is gegaan.

## Symboliek
De kleuren rood en geel verwijst naar de zes belangrijkste rivieren die de machtige Drentse Aa voeden. De Aa zelf wordt weergegeven door de blauwe kleur, terwijl de rode en de 12 sterren de gemeenten in het gebied van het polderschap vertegenwoordigen. De kleuren zijn afkomstig van het wapen.

## Verwante afbeelding

Wapen van Drentse Aa

Aa en Maas · Amstel, Gooi en Vecht · Brabantse Delta · Delfland · De Dommel · Drents Overijsselse Delta · Fryslân · Hollands Noorderkwartier · Hollandse Delta · Hunze en Aa's · Limburg · Noorderzijlvest · Rijn en IJssel · Rijnland · Rivierenland · Scheldestromen · Schieland en de Krimpenerwaard · De Stichtse Rijnlanden · Vallei en Veluwe · Vechtstromen · Zuiderzeeland
Voormalige waterschappen: 
De Aa · De Aarlanden · Alblasserwaard en de Vijfheerenlanden · De Alm · Amelander Grieën · Amstel- en Gooiland · Amstelland · Boarn en Klif · De Bovenvecht · Drentse Aa · Duurswold · Eemszijlvest · Goeree-Overflakkee · Gouwelanden · Groot Maas en Waal · Groot-Haarlemmermeer · Groot-Waterschap van Woerden · Groote Waard · Haarlemmermeerpolder · Hulster Ambacht · IJsselmonde · Krimpenerwaard · Land van Heusden en Altena · Het Lange Rond · Lauwerswâlden · Leidse Rijn · Linge · De Maaskant · Het Maasterras · Mark en Dintel · Marne-Middelsee · Meer en Woude · De Middelsékrite · De Nederwaard · Noord-Beveland · Noord- en Zuid-Beveland · Noord-Limburg · Noord-Veluwe · Noordhollands Noorderkwartier · Noordoostpolder · Noordwoude · Oldambt · Oude IJssel · De Overwaard · De Proosdijlanden · Purmer · Regge en Dinkel · De Runde · Salland · Schermer · Schieland · De Schipbeek · Schouwen-Duiveland · Sevenwolden · De Stellingwerven · Tholen · Tusken Waed en Ie · Uitwaterende Sluizen in Kennemerland en West-Friesland · De Vechtlanden · De Vier Noorder Koggen · Het Vrije van Sluis · De Waadkant · Walcheren · Waterland · De Waterlanden · Westergo's IJsselmeerdijken · Westerkwartier · Westfriesland · Wilck en Wiericke · Wilhelminapolder · Zuiveringschap Limburg